# Lucky (Album)
Lucky ist das zweite, 1995 veröffentlichte Studioalbum der britischen Hardrock-Band Skin.

## Hintergrund
Nach dem Erfolg ihres Debütalbums, das die Top Ten der britischen Charts erreichen und von dem sich die Single Money ebenfalls in der Hitliste etablieren konnte, hatte Skin in Japan ein Livealbum mit dem Titel Absolutely Live At The Borderline veröffentlicht, das als Lückenfüller dienen sollte und ausschließlich Coverversionen zahlreicher Stücke von Bands wie Van Halen, Led Zeppelin und Fleetwood Mac enthielt und in Großbritannien nur als limitierte Beilage des Magazins Kerrang! erhältlich war.
Die Gruppe nahm anschließend das Album Lucky auf, das 14 Titel enthielt. Zwei Singles wurden ausgekoppelt: How Lucky You Are und Perfect Day.

## Rezeption
Lucky erreichte Platz 38 der britischen Album-Charts, die Singles erreichten Platz 32 (How Lucky You Are) bzw. Platz 33 (Perfect Day). Trotz dieses Erfolges wurde der Plattenvertrag von Parlophone gekündigt, sodass Skin in Europa ohne Vertrag waren. In Japan bestand ihr Vertrag jedoch weiter.

## Titelliste
1. Spit on You
2. How Lucky You Are
3. Make It Happen
4. Face to Face
5. New Religion
6. Escape from Reality
7. Perfect Day
8. Let Love Rule Your Heart
9. Juliet
10. No Way Out
11. Pray
12. One Nation
13. I’m Alive
14. Inside Me Inside You